# Macrosteles picturatus
Macrosteles picturatus är en insektsart som beskrevs av Rao 1989. Macrosteles picturatus ingår i släktet Macrosteles och familjen dvärgstritar. Inga underarter finns listade i Catalogue of Life.